# Ocfalva
Ocfalva (románul Oțeni) falu Romániában Hargita megyében.

## Fekvése
Székelyudvarhelytől 8 km-re délnyugatra a Nagypataknak a Nagy-Küküllőbe torkollásánál fekszik, Felsőboldogfalvához tartozik.

## Története
A hagyomány szerint a falu egykor a Nagy-Küküllőn túl, északra Mihályfalva területén feküdt, a tatárjáráskor azonban elpusztult. A megmenekült nyolc család alapította a mai falut, innen Nyolcfalva majd Ocfalva lett a neve. Régi református temploma 1750 és 1754 között épült, 1943-ban lebontották, de tornya megmaradt. 1910-ben 244, 1992-ben 212 magyar lakosa volt. A trianoni békeszerződésig Udvarhely vármegye Udvarhelyi járásához tartozott.

## Látnivalók
- Mai református temploma 1844-ben épült, tornyát 1882-ben le kellett bontani, a mai torony 1941-ben készült el.
- A Füzes területén halastava van.